# Eastern Sports Club
L'Eastern Sports Club (東方體育會足球隊T, Jyutping: dung1 fong1 tai2 juk6 wui2 zuk1 kau4 deoi6 ; Yale: dūng fōng tái yuhk wúi jūk kàuh deuih, a volte tradotto come Eastern Athletic Association Football Team), è una società calcistica con sede nella città di Hong Kong. Milita nella Hong Kong Premier League, la massima divisione del Campionato di calcio di Hong Kong.

## Storia
Il club è stato fondato nel 1932 con il nome di Eastern Athletic Association. Nel 2012, è stata adottata la denominazione Eastern Salon Football Team per ragioni di sponsorizzazione. Nel 1981-1982, l'inglese Bobby Moore è stato allenatore della squadra. Sempre negli anni Ottanta, i connazionali Alan Ball e Graham Paddon hanno militato nelle file del club come giocatori.

## Palmarès

### Competizioni nazionali
- Hong Kong Premier League: 1

2015-2016
- Hong Kong Football Association Cup: 6

1983-1984, 1992-1993, 1993-1994, 2013-2014, 2023-2024, 2024-2025
- Hong Kong Viceroy Cup: 2

1971, 1981
- Hong Kong Sapling Cup: 1

2020-2021

### Altri piazzamenti
- Hong Kong Premier League:

Terzo posto: 2024-2025
- Hong Kong Football Association Cup:

Finalista: 1994-1995, 2014-2015
- Hong Kong Viceroy Cup:

Finalista: 1972-1973, 1981-1982, 1982-1983, 1992-1993
- Hong Kong Sapling Cup:

Semifinalista: 2024-2025
- Coppa dell'AFC:

Semifinale interzona: 2022

## Organico

### Rosa 2019-2020
| N. |                      | Ruolo | Calciatore                 |
| -- | -------------------- | ----- | -------------------------- |
| 1  | Hong Kong (bandiera) | P     | Yapp Hung Fai              |
| 3  | Hong Kong (bandiera) | C     | Diego Eli                  |
| 5  | Hong Kong (bandiera) | D     | Clayton                    |
| 6  | Hong Kong (bandiera) | D     | Chak Ting Fung             |
| 7  | Hong Kong (bandiera) | C     | Xu Deshuai                 |
| 8  | Hong Kong (bandiera) | C     | Lee Ka Yiu                 |
| 9  | Brasile (bandiera)   | A     | Lucas Silva                |
| 10 | Hong Kong (bandiera) | A     | Sandro                     |
| 11 | Brasile (bandiera)   | A     | Everton                    |
| 13 | Hong Kong (bandiera) | D     | Lee Ka Ho                  |
| 15 | Hong Kong (bandiera) | D     | Fung Hing Wa               |
| 16 | Hong Kong (bandiera) | C     | Leung Chun Pong (capitano) |
| 17 | Hong Kong (bandiera) | C     | Leung Kwun Chung           |
| 19 | Hong Kong (bandiera) | A     | Hirokane Harima            |

| N. |                          | Ruolo | Calciatore      |
| -- | ------------------------ | ----- | --------------- |
| 21 | Hong Kong (bandiera)     | D     | Tsang Kam To    |
| 22 | Hong Kong (bandiera)     | C     | Wu Chun Ming    |
| 23 | Hong Kong (bandiera)     | C     | Wong Wai        |
| 26 | Hong Kong (bandiera)     | P     | Liu Fu Yuen     |
| 27 | Taipei cinese (bandiera) | A     | Chen Hao-wei    |
| 29 | Hong Kong (bandiera)     | C     | Oliver Laxton   |
| 30 | Hong Kong (bandiera)     | D     | Wong Tsz Ho     |
| 33 | Brasile (bandiera)       | D     | Eduardo Praes   |
| 34 | Hong Kong (bandiera)     | D     | Chan Ching Him  |
| 42 | Hong Kong (bandiera)     | C     | Yue Tze Nam     |
| 77 | Hong Kong (bandiera)     | C     | Naveed Khan     |
| 80 | Hong Kong (bandiera)     | A     | Chung Wai Keung |
| 88 | Brasile (bandiera)       | C     | João Emir       |
| 99 | Hong Kong (bandiera)     | P     | Tsang Man Fai   |
|    | Brasile (bandiera)       | A     | Michel Lugo     |